# 短體北鰍
短體北鰍（學名：Lefua nikkonis）為輻鰭魚綱鯉形目條鰍科北鰍屬的其中一種，分布於亞洲日本北海道及青森縣淡水流域，為特有種，本魚體粗短呈圓柱形，體色為棕褐色或藍褐色，帶有不明顯的小黑點，鬍鬚有4對，鱗片相當大，沒有側線，在雄魚的身體上的一條黑色的縱向條紋，體長可達8公分，棲息於水滯地帶，如水流平緩的池塘和水道，5-7月產卵。

## 外部連結
- 青山茂, 佐藤亜紀、「水槽内で観察されたエゾホトケドジョウの産卵」 水産増殖 2008年 56巻 4号 p.609-610,

## 扩展阅读
維基物種上的相關：短體北鰍